# Écouteur

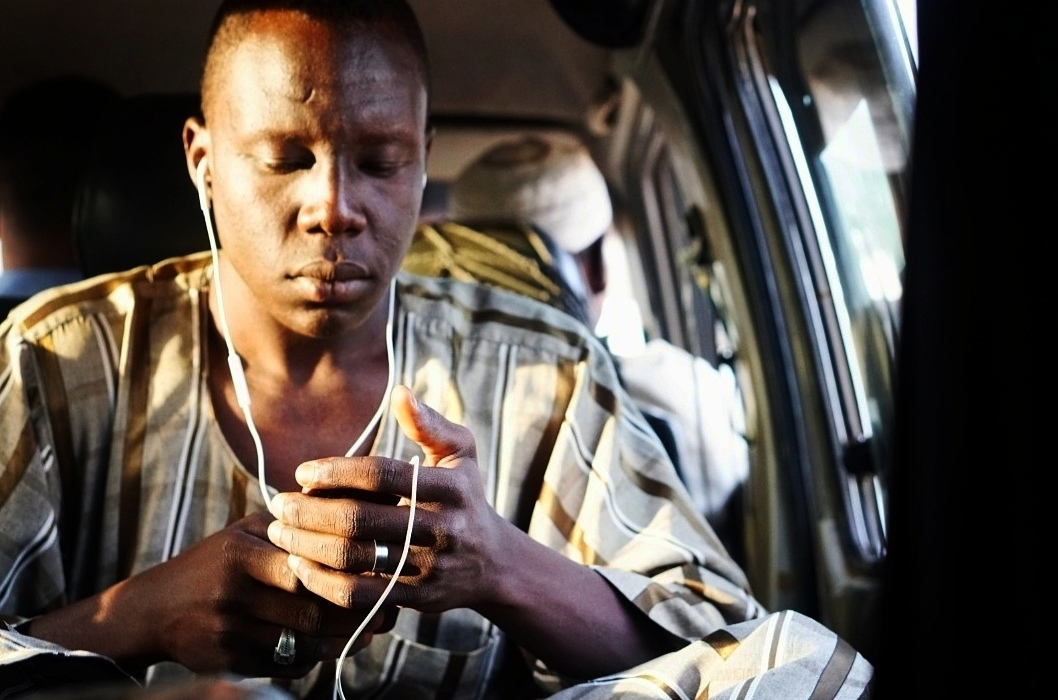
Une personne utilisant des écouteurs dans un transport en commun.

Un écouteur est un dispositif qui se place dans une oreille et qui permet de restituer des contenus sonores. Il transforme des signaux électriques en sons perceptibles par l'oreille, on les accroche ou les met sur celle-ci pour l'écoute de sons. Il est également appelé oreillette ou casque par analogie de fonction avec le casque audio.

## Caractéristiques

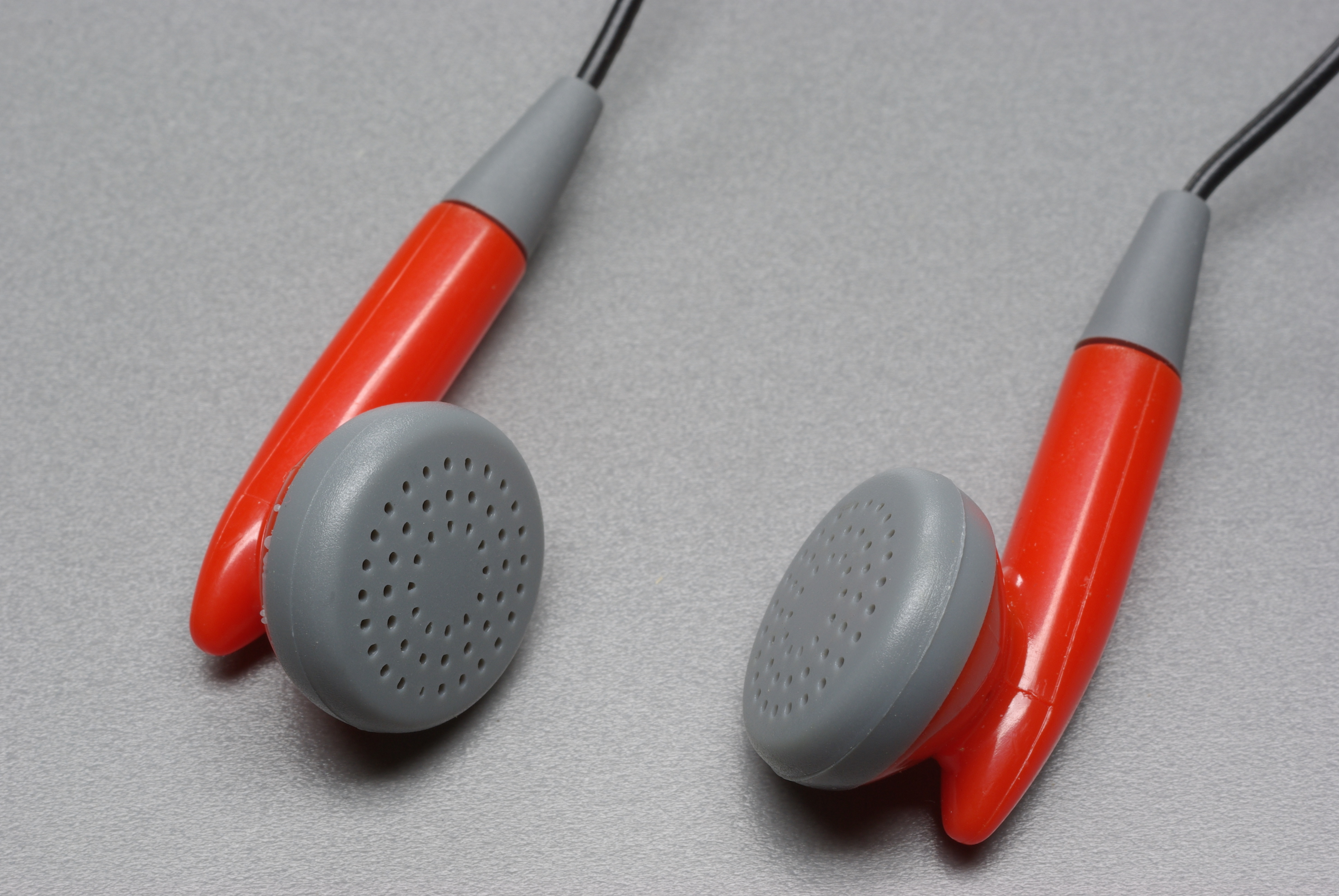
Oreillettes stéréo.

Sur les oreillettes stéréo, l'une des oreillettes est destinée à l'oreille droite, l'autre à l'oreille gauche. L'oreillette destinée à l'oreille droite est souvent marquée de la lettre R (R pour Right, signifiant droite en anglais) ou d'un signe de couleur rouge. L'oreillette destinée à l'oreille gauche est souvent marquée de la lettre L (L pour Left, signifiant gauche en anglais) ou d'un signe de couleur bleue. Certains écouteurs, par exemple ceux destinés à équiper un téléphone portable, comportent un micro. Ils permettent ainsi d'écouter mais aussi de parler. Certains sont aussi étanches.

## Dangers

### Dangers physiologiques
Les bruits extérieurs recouvrant parfois le son des écouteurs, les utilisateurs ont tendance à augmenter le volume de façon à toujours entendre le son ce qui peut mener à des lésions de l'oreille et in fine à l'acouphène ou au handicap de surdité.
Selon l’organisation mondiale de la santé (OMS) et son article paru le 4 mai 2017, « trois cent soixante millions de personnes dans le monde (environ 5% de la population mondiale) souffrent de déficience auditive incapacitante, dont 32 millions d’enfants ». La prévalence de ce trouble est d’ailleurs en constante augmentation, elle passe de 1,7% chez les enfants à 7% chez les adultes. Par ailleurs, on estime que plus d’un milliard de jeunes de 12 à 25 ans présentent un risque accru de développer une déficience auditive et bien évidemment tout cela résulte de l’utilisation dangereuse d’appareils audio personnels.
Ce risque apparait dans la pratique de plus en plus en hausse consistant à écouter de la musique avec des écouteurs.
L’effet le plus dévastateur de la déficience auditive dans l’enfance concerne la communication.
La déficience auditive fragilise ou compromet ainsi l’apprentissage des fondamentaux, l’estime de soi et la sociabilité. De plus, dans les pays les plus défavorisés donc démunis de système encadrant les enfants souffrant de déficit auditif, ceux-ci se voient déscolarisés.
Et enfin sur le plan des personnes âgées, celles ayant une perte d’audition sont confrontés à d’importantes difficultés sur le plan physique et social, et l’incapacité contribue à l’isolement social et la perte d’autonomie, lesquels vont de pair avec l’angoisse, la dépression, le déclin cognitif et la démence.

### Danger et déconnexion de l'environnement
Les écouteurs mèneraient à un renfermement. Ils isolent plus ou moins des sons extérieurs, ce qui peut mettre son utilisateur en danger, particulièrement lors de la conduite d'un véhicule ou la circulation dans des lieux publics, le bruit d'un danger approchant n'étant plus perçu.
En 2020, en Belgique, un cycliste a été tué alors qu'il portait des écouteurs. Il n'existe pas de décompte statistique du nombre de cyclistes tués alors qu'ils portent des écouteurs dans ce pays.

« À vélo, je ne le conseillerais jamais, parce que, à vélo, vous avez besoin d’entendre tout ce qui se passe, que ce soit derrière vous ou à côté de vous, certainement dans un environnement urbain. À vélo, même en tant que piéton, il y a plusieurs études qui ont montré qu’être coupé des bruits de la circulation, ce n’est jamais une bonne idée. Ce sont des informations dont vous avez besoin en tant qu’usager faible. Donc, on le déconseille fortement »

— Benoît Godart, Vias

« Il y a aussi de plus en plus de voitures électriques. Déjà sans oreillettes, on entend juste un petit roulement. Si vous avez des oreillettes, c’est encore plus dangereux »

— Benoît Godart, Vias
En France et en Espagne, le port des oreillettes est interdit pour les cyclistes. En Allemagne, le port des oreillettes est autorisé mais le conducteur doit s'assurer que le bruit des oreillettes ne couvre pas l'environnement sonore, sous peine de perdre le bénéfice de son assurance.

## Intra-auriculaire
Ce sont des écouteurs qui ont la particularité d'avoir les transducteurs directement dans le canal auditif quand ils sont placés dans l'oreille. Ils ont une partie en caoutchouc ou en mousse qui permet de mieux isoler l'oreille et de mieux percevoir le son.

Écouteurs Intra-auriculaire Bluetooth
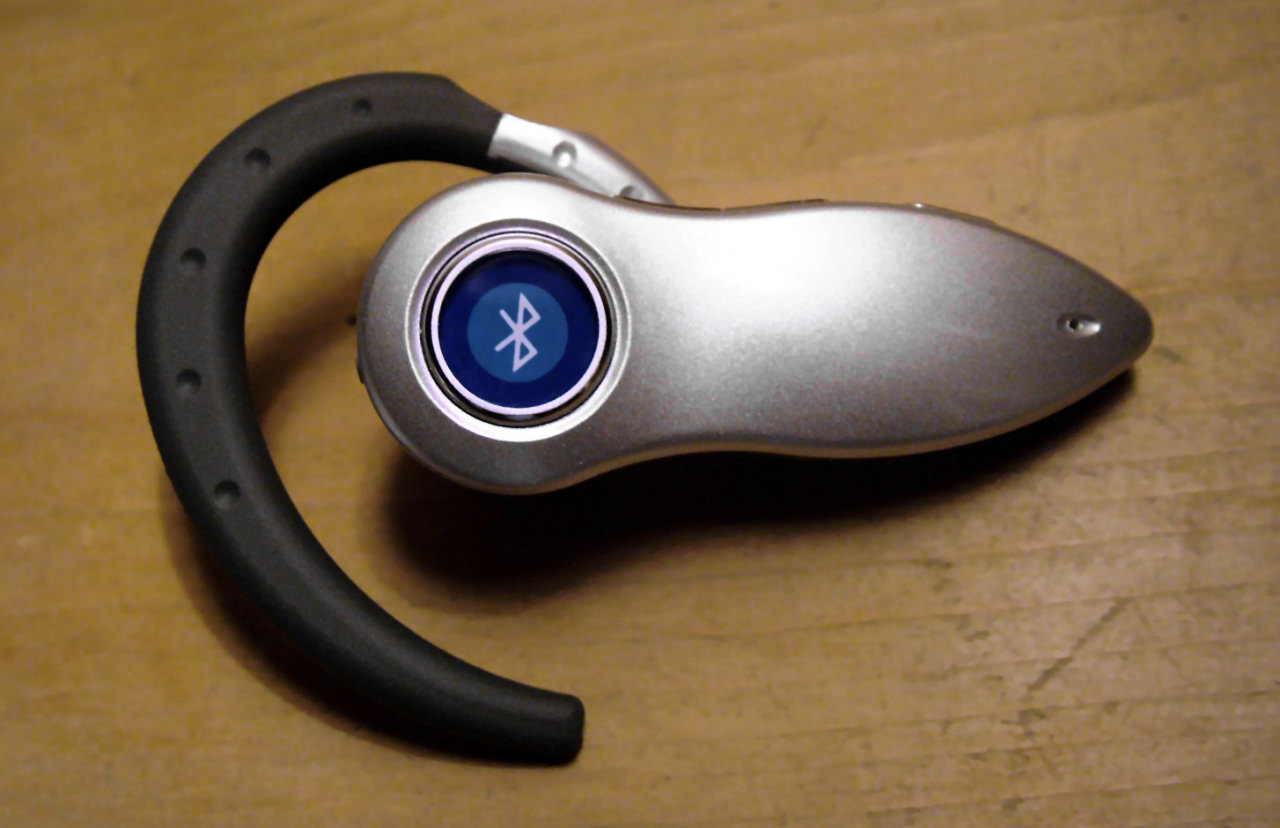
Oreillette mono.
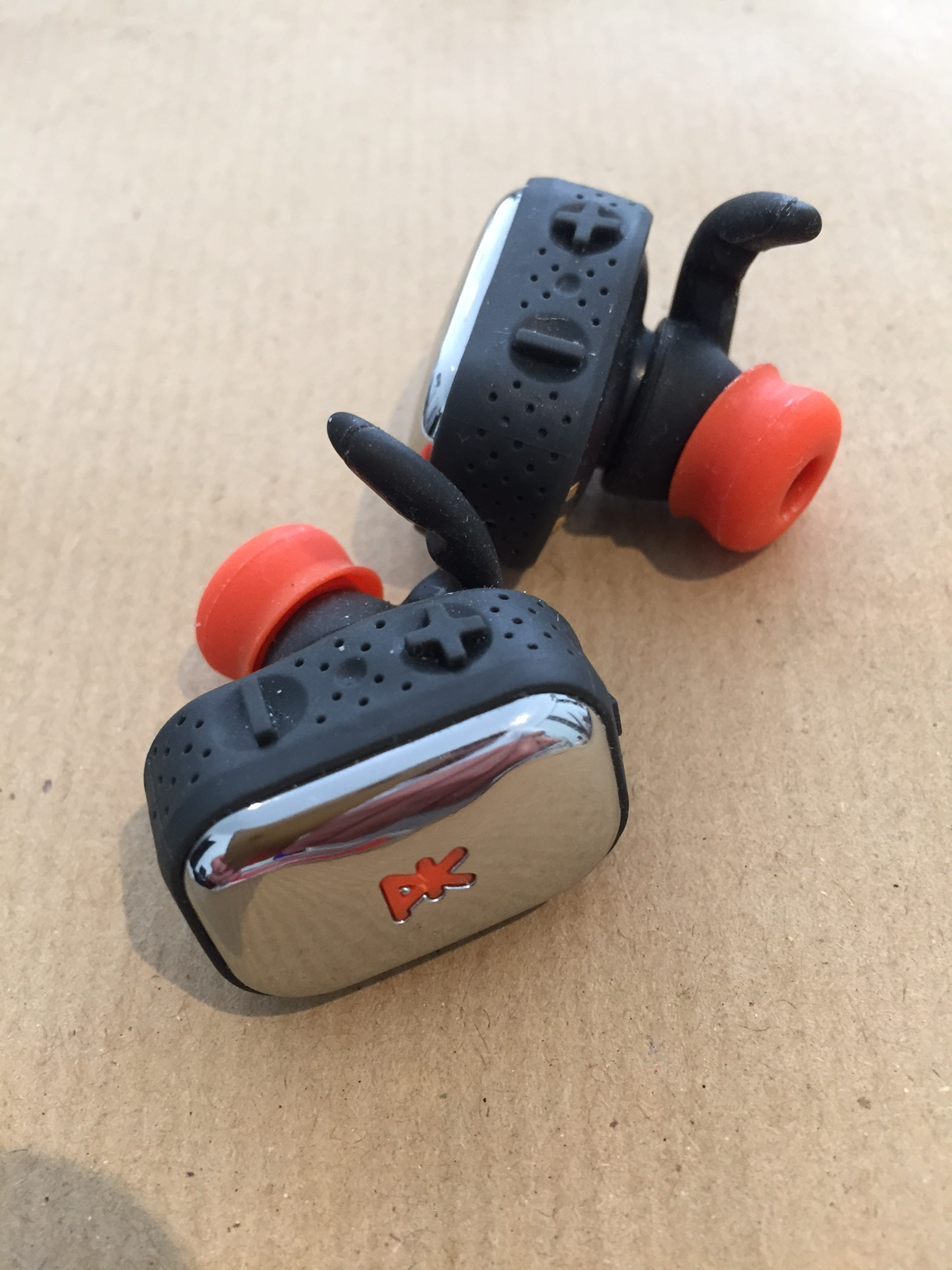
Oreillettes stéréo Bluetooth PKparis.
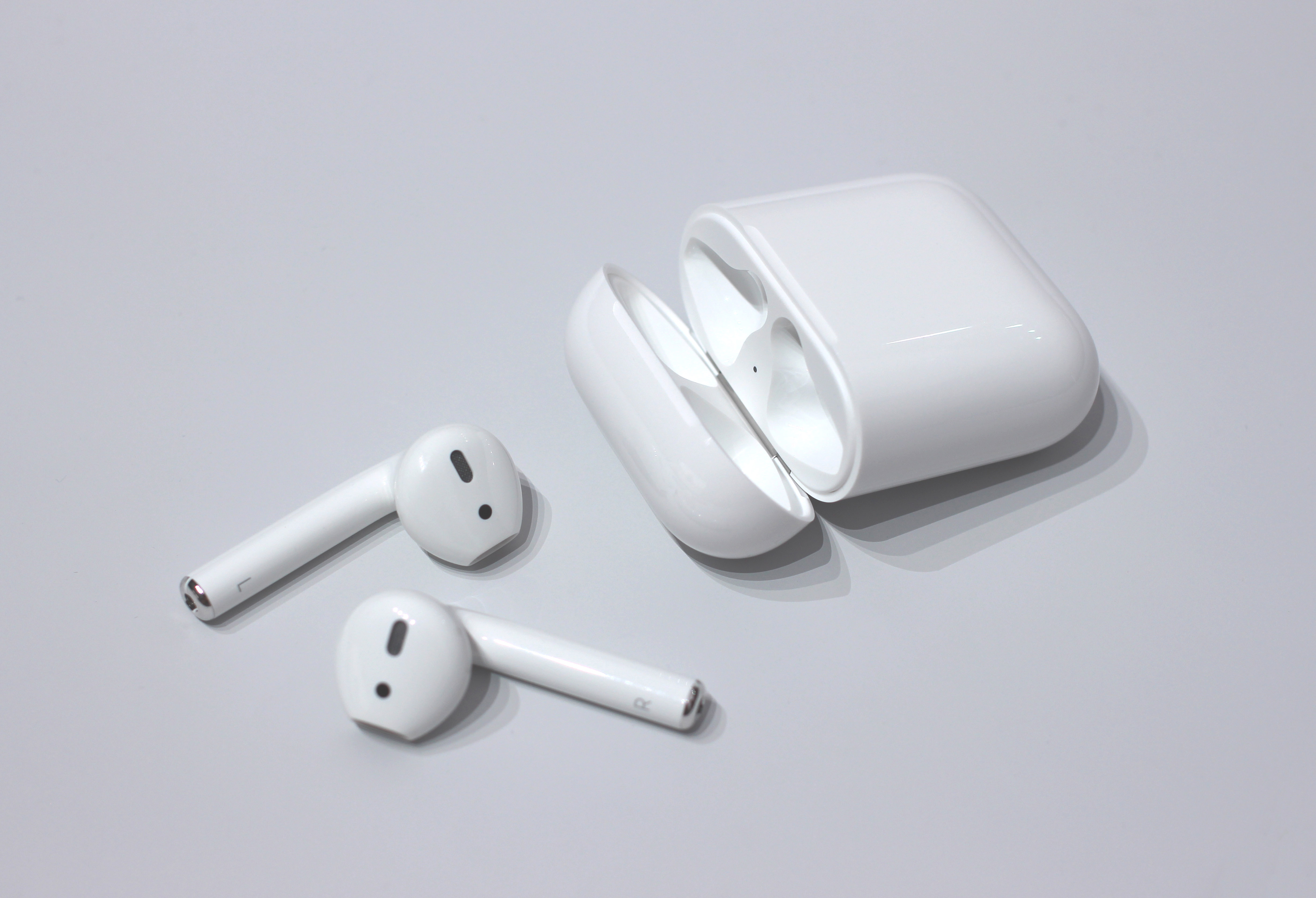
Une paire d'AirPods d'Apple.

## Bluetooth
Les écouteurs Bluetooth communiquent avec le smartphone ou le PC en mode radio. Des fils relient uniquement le récepteur et les écouteurs. Ils sont alimentés par une batterie incorporée. Les premières générations fournissent un son monophonique, il n'y a qu'un seul écouteur.
En 2008, Sennheiser dévoile ses MX W1, premiers écouteurs sans fil et stéréo.[réf. nécessaire]
En 2016, Apple popularise ce type d'écouteur avec ses AirPods, nouvelle génération[C'est-à-dire ?] d'écouteurs sans fil.